# Kiribati aux Jeux olympiques d'été de 2004
Les Kiribati participèrent aux Jeux olympiques d'été de 2004 à Athènes avec 3 athlètes. Il s'agissait de leur 1re participation à des Jeux d'été. 

## Athlétisme
100 m hommes
- Kakianako Nariki - En série, 11 s 62 (78e place au classement final)

100 m femmes
- Kaitinano Mwemweata - En série, 13 s 07 (85e place au classement final)

## Haltérophilie
Hommes 85 kg
- Meamea Thomas - 13e place, 292,5 kg

## Officiels
- Président : Birimaaka Tekanene
- Secrétaire général : Willy Uan